# Lasioglossum kraussi
Lasioglossum kraussi är en biart som beskrevs av Michener 1954. Lasioglossum kraussi ingår i släktet smalbin, och familjen vägbin. Inga underarter finns listade i Catalogue of Life.